# Lamprotornis elisabeth
Lamprotornis elisabeth és una espècie d'ocell de la família dels estúrnids (Sturnidae). Habita sabanes i boscos tropicals i subtropicals de frondoses secs de l'Àfrica sud-oriental. El seu estat de conservació es considera de risc mínim.
Segons la llista mundial d'ocells del Congrés Ornitològic Internacional (versió 12.2, juliol 2022) aquest tàxon tindria la categoria d'espècie. Tanmateix, altres obres taxonòmiques, com el Handook of the Birds of the World i la quarta versió de la BirdLife International Checklist of the birds of the world (Desembre 2019), el consideren una subespècie de l'estornell de Swainson (L. chloropterus elisabeth).